# Armenischer Fußballpokal 2002
Der armenische Fußballpokal 2002 war die elfte Austragung des Pokalwettbewerbs in Armenien.
16 Mannschaften waren startberechtigt. Der FC Pjunik Jerewan gewann zum zweiten Mal den Pokal. Im Finale wurde der FC Zvartnots-AAL Jerewan mit 2:0 bezwungen.

## Modus
Der Pokal wurde in vier Runden ausgetragen. Bis zum Halbfinale wurden die Sieger in Hin- und Rückspiel ermittelt. Bei Torgleichstand entschied zunächst die Anzahl der Auswärts erzielten Tore, danach eine Verlängerung, wurde in dieser nach zweimal 15 Minuten keine Entscheidung erreicht, folgte ein Elfmeterschießen, bis der Sieger ermittelt war. Das Finale wurde in einem Spiel in Jerewan ausgetragen.

## Achtelfinale
| Datum             |                      | Gesamt |                          | Hinspiel | Rückspiel |
| ----------------- | -------------------- | ------ | ------------------------ | -------- | --------- |
| 30.03./03.04.2002 | FC Banants Jerewan   | 4:1    | FC Karabach Jerewan      | 3:0      | 1:1       |
| 30.03./06.04.2002 | FC Dinamo Jerewan    | 00:13  | FC Pjunik Jerewan        | 0:5      | 0:8       |
| 30.03./06.04.2002 | FC Lori Wanadsor     | 1:9    | MIKA Aschtarak           | 1:2      | 0:7       |
| 30.03./06.04.2002 | FC Lokomotiv Jerewan | 1:7    | FC Schirak Gjumri        | 1:6      | 0:1       |
| 31.03./07.04.2002 | FC Armawir           | 00:10  | FC Spartak Jerewan       | 0:4      | 0:0       |
| 31.03./07.04.2002 | Spartak Jerewan 2    | 2:6    | FA Ararat Jerewan        | 0:4      | 2:2       |
| 31.03./07.04.2002 | Dinamo-2000 Jerewan  | 3:0    | FC Kotajk Abowjan        | 2:0      | 1:0       |
| 31.03./07.04.2002 | FC Pjunik Jerewan 2  | 01:12  | FC Zvartnots-AAL Jerewan | 1:6      | 0:6       |

## Viertelfinale
| Datum             |                          | Gesamt    |                     | Hinspiel | Rückspiel |
| ----------------- | ------------------------ | --------- | ------------------- | -------- | --------- |
| 19.04./27.04.2002 | FC Banants Jerewan       | 1:4       | FC Pjunik Jerewan   | 1:2      | 0:2       |
| 19.04./27.04.2002 | MIKA Aschtarak           | (a)2:2(a) | FC Schirak Gjumri   | 0:1      | 2:1       |
| 20.04./28.04.2002 | FC Zvartnots-AAL Jerewan | 7:3       | Dinamo-2000 Jerewan | 3:3      | 4:0       |
| 20.04./28.04.2002 | FA Ararat Jerewan        | 2:3       | FC Spartak Jerewan  | 1:0      | 1:3       |

## Halbfinale
| Datum             |                          | Gesamt |                    | Hinspiel | Rückspiel |
| ----------------- | ------------------------ | ------ | ------------------ | -------- | --------- |
| 14.05./20.05.2002 | FC Pjunik Jerewan        | 7:2    | MIKA Aschtarak     | 4:1      | 3:1       |
| 15.05./21.05.2002 | FC Zvartnots-AAL Jerewan | 3:1    | FC Spartak Jerewan | 0:0      | 3:1       |

## Finale
| FC Pjunik Jerewan                                                    | FC Pjunik Jerewan | FC Zvartnots-AAL Jerewan | FC Zvartnots-AAL Jerewan |
| -------------------------------------------------------------------- | --- | --- | ------------------------ |
| FC Pjunik Jerewan                                                    | \| 27. Mai 2002 in Jerewan (Wasken Sarkissjan Republikanisches Stadion) \| \| Ergebnis: 2:0 (2:0) \| \| Zuschauer: 10.000 \| \| Schiedsrichter: Karen Nalbandjan \| | \| 27. Mai 2002 in Jerewan (Wasken Sarkissjan Republikanisches Stadion) \| \| Ergebnis: 2:0 (2:0) \| \| Zuschauer: 10.000 \| \| Schiedsrichter: Karen Nalbandjan \| | FC Zvartnots-AAL Jerewan |
| FC Pjunik Jerewan                                                    | Andranik Karaghesjan – Artur Mkrttschjan, Alou Traoré, Aleksandr Stevanović (83. Arsen Melojan), Mamadou Diawara (43. Agwan Mkrttschjan) – José André Bilibio , Hovhannes Antonjan, Miguel Ángel Sistera – Artawasd Karamjan (85. Arkadi Tschilingharjan), Arman Karamjan (87. Edgar Manutscharjan) | Geworg Kasparow – Lewon Mkrttschjan (86. Mikael Kasabogljan), Geworg Miridschanjan, (75. Tigran Dawtjan), Artjom Wardanjan, Artawasd Mkrttschjan – Sarkis Nasarjan , Artur Asojan, Sewada Arsumanjan, Nwer Chatschatrjan – Armen Sanamjan (60. Lewon Patschadschjan), Wahram Lobjan | FC Zvartnots-AAL Jerewan |
| FC Pjunik Jerewan                                                    | 1:0 Mamadou Diawara (18.) 2:0 Arman Karamjan (44.) | | FC Zvartnots-AAL Jerewan |
| FC Pjunik Jerewan                                                    | Aleksandr Stevanović, Artur Mkrttschjan, Artur Mkrttschjan | Geworg Miridschanjan, Artawasd Mkrttschjan | FC Zvartnots-AAL Jerewan |
| 27. Mai 2002 in Jerewan (Wasken Sarkissjan Republikanisches Stadion) | | |                          |
| Ergebnis: 2:0 (2:0)                                                  | | |                          |
| Zuschauer: 10.000                                                    | | |                          |
| Schiedsrichter: Karen Nalbandjan                                     | | |                          |